# Олекса Довбуш
Оле́кса До́вбуш (також іноді Добощук, Довбощук або Добош; 1700, Печеніжин або Рунгури або Яблунів — 24 серпня 1745, Космач, Галицька земля, Руське воєводство, Річ Посполита) — український опришок, найвідоміший опришківський ватажок у Карпатах.

## Життєпис

### Походження
На підставі даних Михайла Грушевського з'ясовано, що Олекса Довбуш народився у 1700 році у селищі Печеніжин. В книзі Володимира Грабовецького «Олекса Довбуш» серед списку використаної літератури в розділі «Основні документи про Олексу Довбуша» вказано документ міського архіву селища Солотвино, в якому вперше письмово згадано Олексу Довбуша, та вказано, що брати Довбуші походять з Рунгур. Але, як стверджують краєзнавці Косівщини, народився він в селищі Яблунів, звідки й походить його матір Марія.
В історичних джерелах та фольклорі прізвище Довбуш звучить по-різному. У 1840 році польський письменник, видавець і історик Казимир Владислав Войціцький писав, що названий був Довбуш тому, що його батько мав бути у війську «добошем» (барабанщиком). Такої думки дотримувалися й інші дослідники, хоч їхні припущення не підкріплені фактами.
Архівні документи свідчать, що батько Олекси, Василь Добош, «сидів у 1739 році з жінкою й дорослими дітьми в Печеніжині комірником у тамтешнього ґазди Гаврила Твердюка і не мав зовсім нічого, лише трохи овець. Ті вівці пас на полонинах Олекса Жолоб зі своїми вівцями і чередою громади Марківки».
Згодом, 1739 року, пастух Олекса Жолоб на запитання суддів у Станиславові відповідав, що «старий Довбуш мешкає в мого господаря Твердюка в комірному». У судових актах записано, що 26 липня 1739 року перед станиславівською судовою лавою «був ставлений і питаний господар іменем Гаврило Твердюк, у котрого в комірному мешкає Василь Добош».
Отже, Василь Добош належав до найбіднішої верстви сільського населення — комірників, які не мали навіть своєї хати. Олекса й Іван Довбуші пасли на полонинах батькових овець разом із вівцями селян Марківки, а вівці були «цілим маєтком їхнього батька, нічого іншого він не мав».

### Опришківська діяльність
З судових матеріалів відомо, що Олекса мав брата Івана та дружину, яка була учасницею походів 1741—1745 років. Імовірно, 1741 року перебувала в опришківському загоні, адже на суді шляхта запитувала в одного зі сподвижників Олекси, «де є жінка Довбуша».
Олекса Довбуш, не маючи великого майна, за прикладом багатьох інших селян, розорених шляхтою, залишив батьків і долучився до опришківського руху. «Зібрався собі Олекса, — мовиться в народному переказі, — і пішов розбивати тих панів, що хлопам кривду робили».
Перші згадки про виступи Довбуша знайдені в документах за 1738 рік. Проте можна припустити, що ватажок міг діяти й раніше, хоч це не зафіксовано в історичних матеріалах. У письмових джерелах за 1738 рік Олекса згадується як опришок, що очолює загін. Вочевидь, перед цим Довбуш був серед простих опришків, що зумовлюється тим, що ватагом обирався лише перевірений часом побратим.
Упродовж 1738—1739 років Олекса Довбуш розгорнув діяльність навколо Печеніжинського ключа, а згодом і всього Покуття. Селяни інколи навіть шукали захисту в Довбуша, бо вже 1739 року на прохання одного селянина з Малих Лючок опришки боронили його перед братами.
Спочатку Олекса Довбуш діяв із братом Іваном. Вони ходили по всьому Покутті, не раз навідувалися в рідне село, а відходячи, залишали родичам грошову допомогу. Заходив інколи Олекса з братом і до печеніжинської корчми. Навесні 1739 року там сталася сутичка між Олексою й Іваном. На якому ґрунті вона виникла — невідомо, але в бійці один із опришків був убитий, а розгніваний Іван так ударив брата топірцем по нозі, що Олекса на все життя залишився викривленим. 
Після розлуки з Іваном Олекса сам очолює загони покутських опришків. Олекса залишився у Галицькій землі, а Іван подався на Бойківщину. Він діяв на Болехівщині, Самбірщині, Перемищині, навіть сягав Сяноцької землі. Не виключено, що згодом брати Довбуші помирилися та об'єднали свої загони для спільної боротьби у західній частині Галицького Прикарпаття. Така здогадка підкріплюється далекими походами Олекси у 1744 році під Турку і Дрогобич.
Загони Довбуша діяли на Прикарпатті, робили походи в Перемишль, Дрогобич, Турку, на Закарпаття й Поділля. Частина опришків переходила й на Запоріжжя. Опришки Олекси Довбуша особливо активно діяли в Коломийському повіті влітку і восени 1738 року. Їхнім опорним центром стали околиці Яблунівського ключа. Його виступи набули масового характеру.
У 1740—1741 роках під натиском польських військ Довбуш змушений був залишити околиці Печеніжина і Яблунова, відступити на Верховину й втаборитися на Буковецькій полонині. Звідси знову почав нападати на шляхетські маєтки не лише на Коломийщині, а й на Буковині та Закарпатті.
За легендою, засновник хасидизму Баал Шем Тов якось допоміг опришкам на чолі із Довбушем сховатися від переслідувань шляхти. Вдячний Довбуш подарував рятівнику свою люльку, із якою той не розлучався.
Розправа Довбуша з економами, лихварями та орендарями у 1738—1745 роках викликала серед простого люду симпатію. Часто зустрічається переконання селян, що вважали Довбуша «своїм спасителем». 

### Смерть
24 серпня 1745 року Довбуш був по-зрадницькому вбитий. Село Космач стало рідним для Довбуша. Однак місцевих господарів, серед яких був Стефан Дзвінчук, підкупили пани. Уночі Довбуш із двома побратимами прийшли до його хати, але той зачинився й не пускав їх всередину. Довбуш підважив двері, а Стефан зробив постріл у Довбуша упритул. Поранений ватажок разом із опришками відійшов, а вдень, за допомогою собаки, Довбуша знайшли недалеко в лісі — він був закиданий гіллям.
Жандарми принесли його до корчми, де єврей перев'язав рану, щоб допитати. Олекса не захотів висповідатися, кажучи, що причастився ще перед тим, як став опришком. Його питали про відомі скарби. Однак він розповів, що лежать скарби в Чорногорі, на полонині, але де саме — ніхто не дізнається.
Тримався Довбуш до останнього і невдовзі помер. За свідченнями очевидців, він був поранений у плече або руку. Судячи з усього, рана була несмертельна, Довбуш помер від втрати крові.
Після загибелі ватажка між шляхтою виникла суперечка: кожен хотів похвалитися перед гетьманом Потоцьким і коронною князівною Яблоновською, що саме з його допомогою виявлено «вірність і хвалебний вчинок», убивши відомого опришка.

## Образ у культурі

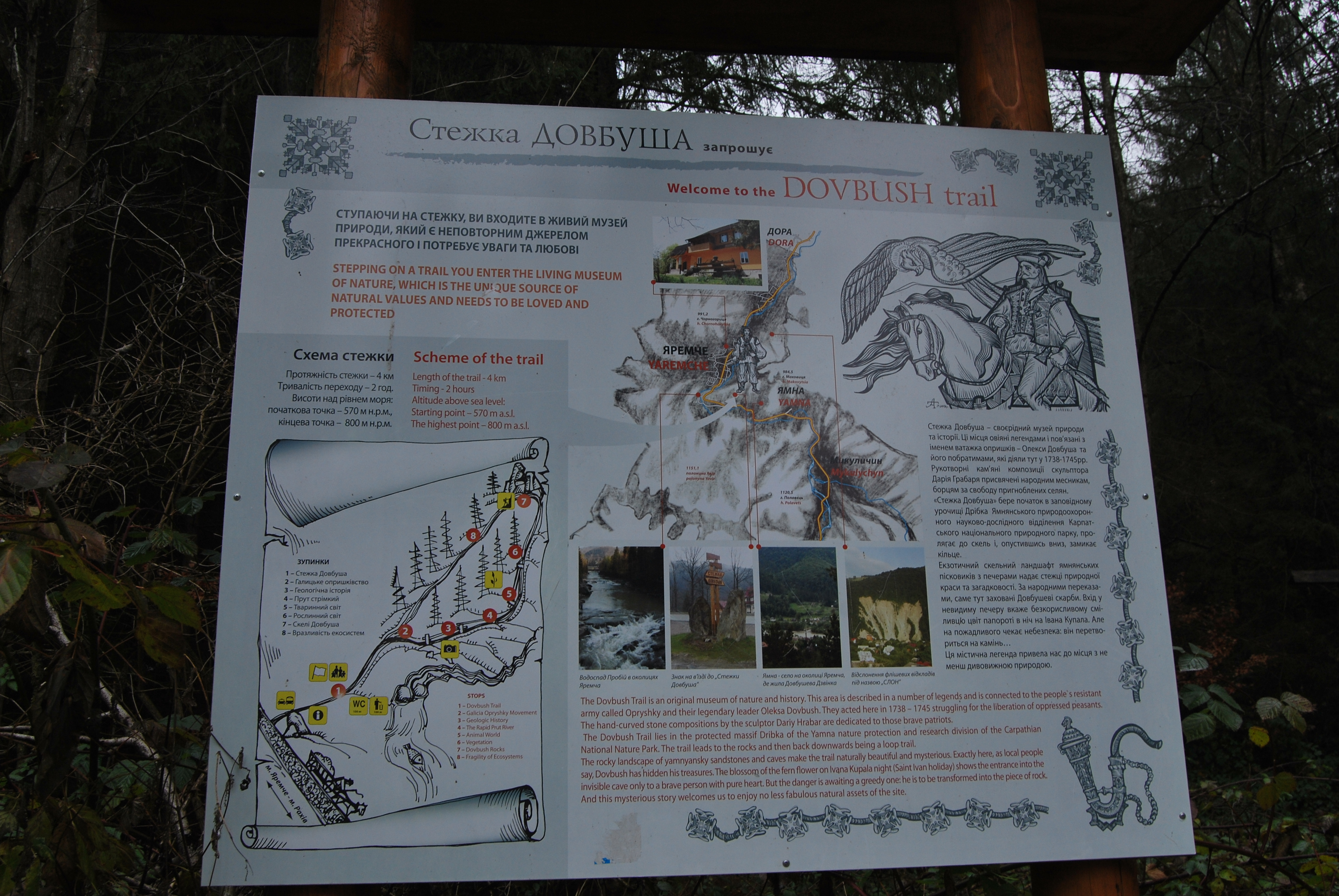
Опис стежки Довбуша в Карпатах

### Фольклор
Серед легенд і переказів чільне місце належить популярній народній баладі «Пісня про Довбуша».
Легенди про Довбуша також існують у єврейському фольклорі і пов'язані з персоною засновника хасидського руху Баал Шем Товом.

### Художня література
Образ Олекси Довбуша використаний у багатьох творах художньої літератури.
- «Страсний четвер» (1852) — перший в українській літературі роман про Олексу Довбуша написаний Миколою Устияновичем.
- «Довбуш, або Громовий топір і знахарський хрест» (1862) — перша в українській літературі поема про пригоди Довбуша, написана Юрієм Федьковичем. Федькович також написав інші твори про пригоди Довбуша, такі як поезії «Дзвінка»; «Убогий леґінь», п'єсу «Довбуш» тощо.
- «Петрії й Довбущуки» (1910) — роман Івана Франка про пригоди Довбуша[18].
- «Довбуш» (1920) — роман Гната Хоткевича про пригоди Довбуша[19].
- «Олекса Довбуш» (1933) — роман Григорія Смольського про пригоди Довбуша.
- «Довбуш» (1933, 1-ша ред.) під назвою «Опришки» (1962, 2-га ред.) — роман Володимира Гжицького про пригоди Довбуша[20].
- «Довбуш» (1946) — поема Леоніда Первомайського про пригоди Довбуша[21].
- «Довбуш» (1945) — роман Івана Єрофеїва про пригоди Довбуша[22].
- «Олекса Довбуш. Таємниця Сили» (2020) — дитяча пригодницька повість Василя Карп'юка про Олексу Довбуша.
- «Олекса Довбуш. Лігво Арідника» (2021) — дитяча пригодницька повість Василя Карп'юка про Олексу Довбуша.
- Віршована казка-легенда Володимира Малика «Чарівний перстень» у збірці «Журавлі-журавлики» (1980).

Першими про опришківську тему в українській літературі звернулися діячі «Руської трійці», які в альманасі «Русалка Дністровая» опублікували історичну пісню «Гей попід гай зелененький». У рукописах Івана Вагилевича залишилися «Пісні з життя опришків», «Дещо про опришків Карпатських гір», «Добощук», «Смерть Добощука». Маркіян Шашкевич був перший з українських письменників, хто змалював опришківський рух у художньому творі — казці «Олена». Невелике оповідання «Бартка Довбуша» про Довбушеві пригоди також написав ізраїльський лауреат Нобелівської премії з літератури Шмуель Агнон.

### Кінематограф
- «Пісня про Довбуша» (1941) — незавершений фільм про Олексу Довбуша режисер Іван Кавалерідзе, який він знімав у 1941 році за сценарієм Любомира Дмитерка, але зйомки фільму увірвала Друга світова війна й зйомки фільму так ніколи і не завершили[23].
- «Олекса Довбуш» (1959) — стрічка за тим же сценарієм Любомира Дмитерка режисера Віктора Іванова.
- «Легенда Карпат» (2017) — український історико-пригодницький фільм, знятий Сергієм Скобуном про Олексу Довбуша.
- «Довбуш» (2023) — український історико-пригодницький фільм, знятий Лесем Саніним про Олексу Довбуша.

### Опера та балет
Довбушеві пригоди відобразилися і у музичних творах:
- «Хустка Довбуша» (1951) — балет на музику Анатолія Кос-Анатольського (першу постановку здійснено у 1951 році).
- «Довбуш» (1955) — опера Станіслава Людкевича написана у 1955 році.

### Образотвеорче мистецтво
- У 1952 році його портрет написав канадський живописець Микола Бідняк[25].

## Увічнення пам'яті
Музеї

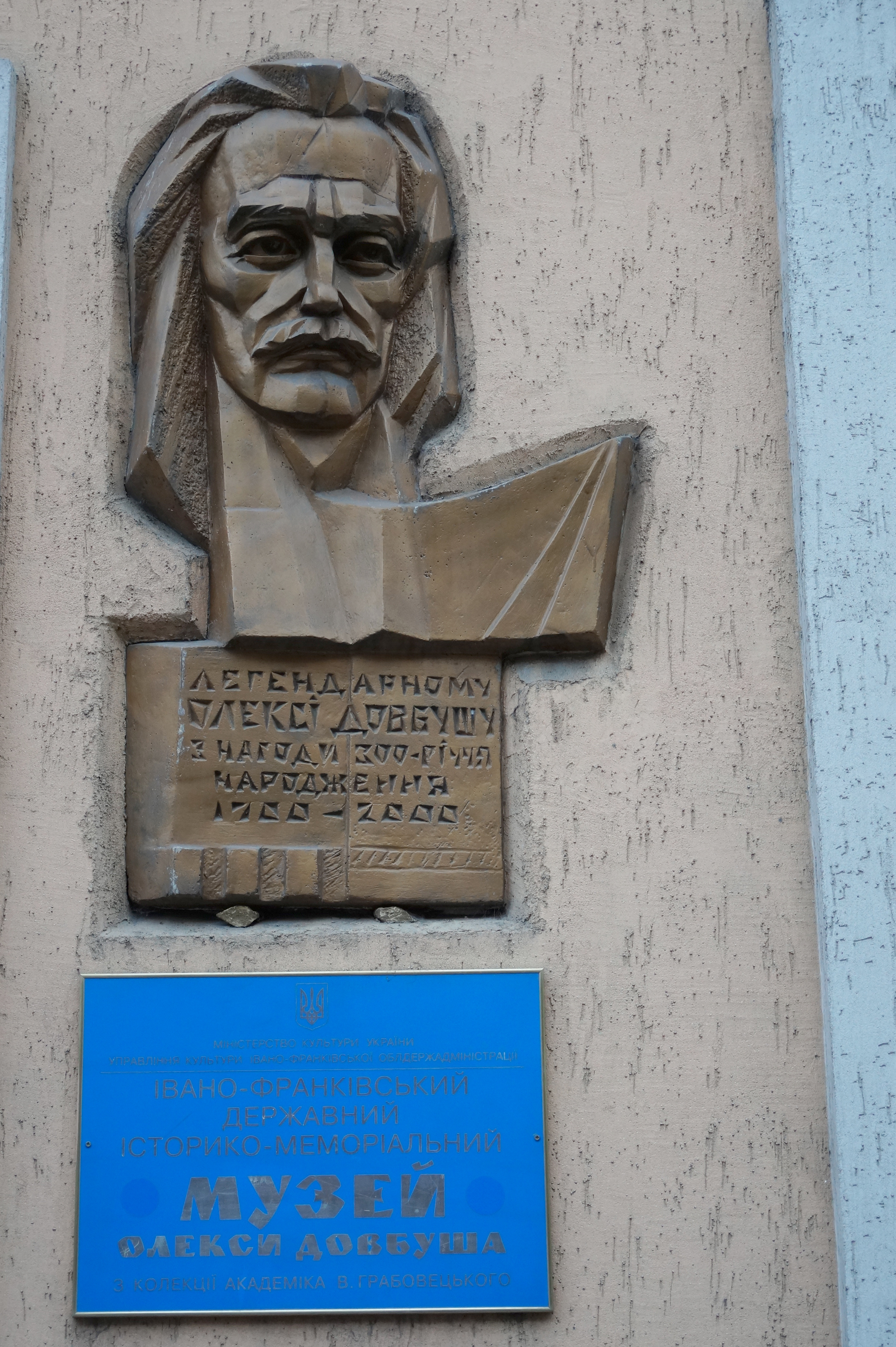
Меморіальна дошка Олексі Довбушу у місті Івано-Франківськ

З 1988 року в селі Космач, де був убитий Довбуш, діє приватний хата-музей Олекси Довбуша.
У Івано-Франківську з 1995 року діє Івано-Франківський історико-меморіальний музей Олекси Довбуша, присвячений його життю й діяльності.
У 2019 році у Верховині відкрито музей Олекси Довбуша.
Топоніми
Ім'ям Олекси Довбуша названо скельно-печерний комплекс «Скелі Довбуша» — пам'ятка історії та природи, розташована на Івано-Франківщині. В безпосередній близькості до неї також розташована стежка Довбуша.
Іменем Олекси Довбуша названі вулиці в багатьох містах України, зокрема у Вінниці, Калуші, Києві, Краматорську, Кривому Розі, Львові, Мукачево, Нікополі, Трускавці, Ужгороді, Івано-Франківську, Кам'янці-Подільському, Самборі, Тернополі, Червонограді, Новому Роздолі, Ковелі та Чернівцях. Провулок Олекси Довбуша також існує в містах Первомайськ, Сміла, Умані і Яремче.
Меморіальні дошки
Меморіальні дошки Олексі Довбушу встановлено у Коломиї та Івано-Франківську.
Пам'ятний меморіальний знак Олексі Довбушу встановлено в селі Печеніжин, в урочищі Калинник-Бобичів.
Інше
Ім'я Олекси Довбуша носить 68-ма окрема єгерська бригада Збройних сил України, а також 13-й курінь Уладу пластунів-юнаків та пластунок-юначок (УПЮ).
У 2000 році поштою України було випущено марку, присвячену 300-річчю з дня народження Олекси Довбуша.